# Alojz Špak
Alojz Špak (* 1. března 1964) je bývalý slovenský fotbalista, záložník a útočník.

## Fotbalová kariéra
Odchovanec Stropkova, v lize hrál za TJ Vítkovice, Bohemians Praha a Tatran Prešov. V lize odehrál 185 utkání a dal 20 gólů. V evropských pohárech nastoupil ke 2 utkáním. Po skončení aktivní kariéry působí jako trenér, vedl mj. Stropkov a Medzilaborce.

## Ligová bilance
| Ročník                                   | Zápasy | Góly | Klub            |
| ---------------------------------------- | ------ | ---- | --------------- |
| 1. československá fotbalová liga 1986/87 | 14     | 0    | TJ Vítkovice    |
| 1. československá fotbalová liga 1987/88 | 4      | 0    | TJ Vítkovice    |
| 1. československá fotbalová liga 1987/88 | 12     | 2    | Bohemians Praha |
| 1. československá fotbalová liga 1988/89 | 10     | 1    | Bohemians Praha |
| 1. československá fotbalová liga 1988/89 | 15     | 1    | TJ Vítkovice    |
| 1. československá fotbalová liga 1989/90 | 15     | 0    | TJ Vítkovice    |
| 1. československá fotbalová liga 1990/91 | 16     | 1    | Tatran Prešov   |
| 1. československá fotbalová liga 1991/92 | 28     | 3    | Tatran Prešov   |
| 1. československá fotbalová liga 1992/93 | 10     | 4    | Tatran Prešov   |
| 1. československá fotbalová liga 1992/93 | 13     | 2    | Bohemians Praha |
| 1. česká fotbalová liga 1993/94          | 26     | 3    | Bohemians Praha |
| 1. česká fotbalová liga 1994/95          | 22     | 2    | Bohemians Praha |
| Corgoň liga 1995/96                      | 24     | 1    | FC Nitra        |
| Corgoň liga 1996/97                      | 6      | 0    | FC Nitra        |
| CELKEM                                   | 211    | 20   |                 |